# Dendrobium aries
Dendrobium aries är en orkidéart som beskrevs av Johannes Jacobus Smith. Dendrobium aries ingår i släktet Dendrobium, och familjen orkidéer. Inga underarter finns listade i Catalogue of Life.